# 天衣萌香
天衣 萌香（あまい もか、1993年1月9日 - ）は、日本のAV女優。神奈川県出身。マークスジャパン所属。

## 略歴・人物
2015年7月、SODクリエイトのレーベル“副職AV女優”の専属素人としてAVデビュー。本職はバーテンダー。
同年10月30日、ツイッターにてマークスジャパンに所属して正式なAV女優となったことを発表したが、今後も本職は続けるとしている。
趣味・特技はアニメ、カフェめぐり、寺院めぐり。

## 出演作品

### アダルトDVD
2015年
- 本職、バーテンダー 天衣萌香 AVデビュー（7月9日、SODクリエイト）
- 本職、バーテンダー 天衣萌香 働いている六本木のBARで!一人暮らしの自分の部屋で!! 声が出せない状況で強制羞恥!アポなし突撃でイカせます!!（8月6日、SODクリエイト）
- 現役バーテンダー 天衣萌香 マジックミラー号に初乗車!!世界初!?のスケスケBARでエッチな羞恥接客をして下さい♥（9月10日、SODクリエイト）
- 本職、バーテンダー 天衣萌香 人生初の中出し解禁（10月8日、SODクリエイト）
- 健気な娘は躰でお金を借りて寝ている父の横で犯され許さないと怒る父と近親相姦（11月12日、ヒビノ）
- 義兄にイカされ続けた新妻（12月24日、ヒビノ）

2016年
- 淫乱遊戯 おじさん達に調教されてイキ狂う女子校生（2月19日、乱丸）
- 母親公認。家庭教師は私を常に縛りつける。 もか つるつる（3月1日、ミニマム）
- 卒業式に大好きだった恩師に犯されてしまったお話。（3月11日、宇宙企画）
- 女を変えるこの快楽…ッ!!1ヶ月間禁欲した女に、「ポルチオイキ」「媚薬オイルマッサージ」「催眠洗脳」で本気イカセ。10回射精しても終わらないエクスタシー Vol.3（3月13日、HERO）
- 男女の友達・同僚同士はSEXまで出来るか? Vol.5 戸惑いながらもマ○コを濡らす女と躊躇しながらボッキしてしまう男（3月15日、ピーターズ）他出演:優和、桜木郁 ほか
- 女子校生スクール中出し乱交 〜放課後の教室で乱交した思い出 3〜（3月25日、TMA）共演:涼川絢音、なつめ愛莉、池端真実、今村加奈子
- 「そのデカチン欲しーい!」 チ○コがデカいくらいしか取り柄がなくクラスでも地味でハブられている僕。ひょんな事から勃起してしまい、クラスの女子にデカチンを見られてしまった!?普段は僕の事など見向きもしない女子が物欲しそうな顔で「それ欲しい…」と言ってきて…（4月1日、DOC）共演:宮崎あや、あおいれな
- 部活帰りのJKナンパ! 3 青春の香り嗅がせて下さい（4月9日、DOC）※「さやか」名義　他出演:しょうこ、りな、ゆか、まい、みさき、あさみ、まりな、みさき
- 高偏差値ナマイキ女子大生を発情させる極上激テクマッサージ（4月19日、マッサGoGo!!）他出演:美咲かんな、あゆな虹恋
- 美少女即ハメ白書 47（4月20日、ソクハメラボ）他出演:広瀬うみ、小林沙由理、安藤ありさ
- シロウト女性限定モニタリング!! テレビ番組嘘企画「エアーSEX」の撮影と称し媚薬を飲ませギン勃ちチ○ポを擦り付け!! グチョ濡れアソコで素股中にそのままニュルっと挿入して生中出しは出来るのか!? 徹底検証!!（4月20日、リサーチ）他4名出演
- 愛くるしい美少女のエッチな日常（5月1日、S-Cute）他出演:向井藍、蛯名りな、湊莉久
- 「赤ちゃんを作ろう!」 噂のガチオタ美少女は、隠れ中出し愛好家!! ピルも飲まずに、ひたすらエロを追及するノープラン子作り!（5月1日、ジェントルマン）
- 就活女子大生と性交（5月6日、ドリームチケット）
- コスプレイベントで知り合ったレイヤーを撮影中に催眠洗脳して滅茶苦茶SEXした（5月6日、DIY）
- 淫乱母娘ナンパ やっぱり親子!恥らいイキまくり!! 3（5月10日、ホットエンターテイメント）他出演:阿川蘭、八咲唯 ほか
- 真正ドM女子限定! モニタリング調査。 高学歴女子大生に「ズバリMですか?10万円差し上げますので貴女のM度調査させて下さい」（5月27日、SCOOP）他出演:真琴りょう、真白愛梨、小高里保、穂波ひなこ
- 149cmの快感 小柄なロリ美少女の背伸びエッチ（6月1日、S-Cute）他出演:葉山めい、さちのうた、前田のの
- 副職AV女優 誕生1周年記念作品集 本職を持つ12名の一般女性が、副職でAV女優になる瞬間 恥じらい満載の厳選したデビューSEX+蔵出し未公開SEX&エロシーン 8時間2枚組（6月23日、SODクリエイト）他出演:水谷あおい、島崎結衣、松下紗栄子、二宮和香、浅田結梨、宮益ことは、観月奏、真木ゆかり、真鍋ゆうき、青田れん、山口沙英
- 台本無しでエロ三昧、呑まされ犯られたある意味レイプな一日（7月1日、h.m.p）
- 肉便器これくしょん(肉これ) 僕の肉便器 十号機 催眠コスプレ洗脳媚薬快楽漬け肉ペット研究生バーテンダー店員 もか(仮名)（7月8日、&RiBbON）
- Steel Hold vol.3（7月19日、TEPPAN）他出演:あやね遥菜、あゆな虹恋
- AVメーカーで働く美人スタッフ限定 生々しすぎる性行為 隠し撮りモザイク作業スタッフ編（8月12日、&RiBbON）他出演:あおいれな、白石みお、長沢真美 ほか
- パパやママには言えないエッチな私（10月1日、S-Cute）他出演:あず希、浅田結梨、埴生みこ、姫川ゆうな、跡美しゅり

### イメージDVD
- 純系ショートカット（2016年2月28日、INTEC Inc）※「早咲さやか」名義